# Mads Freundlich
Mads Lautrup Freundlich (Aars, 25 marzo 2003) è un calciatore danese, centrocampista del Silkeborg.

## Carriera
Ha iniziato a giocare a calcio nel settore giovanile dell'Aalborg per poi passare all'Hobro nel 2019. Il 27 maggio 2021 ha debuttato nell'incontro di 1. Division perso 4-0 contro il Hvidovre ed ha segnato il suo priom gol il 19 ottobre 2022, in Pokalturnering contro il Copenaghen. A partire dalla stagione 2022-2023 è stato definitivamente promosso in prima squadra.
Il 16 luglio 2024 è stato acquistato a titolo definitivo dal Silkeborg, con cui ha esordito nelle competizioni UEFA per club (giocando 2 partite nei turni preliminari di Conference League) e nella prima divisione danese.

## Statistiche

### Presenze e reti nei club
Statistiche aggiornate al 14 maggio 2025.
| Stagione        | Squadra         | Campionato      | Campionato | Campionato | Coppe nazionali | Coppe nazionali | Coppe nazionali | Coppe continentali | Coppe continentali | Coppe continentali | Altre coppe | Altre coppe | Altre coppe | Totale | Totale |
| Stagione        | Squadra         | Comp            | Pres       | Reti       | Comp            | Pres            | Reti            | Comp               | Pres               | Reti               | Comp        | Pres        | Reti        | Pres   | Reti   |
| --------------- | --------------- | --------------- | ---------- | ---------- | --------------- | --------------- | --------------- | ------------------ | ------------------ | ------------------ | ----------- | ----------- | ----------- | ------ | ------ |
| mag.-giu.2021   | Hobro           | 1D              | 1          | 0          | CD              | 0               | 0               | -                  | -                  | -                  | -           | -           | -           | 1      | 0      |
| 2021-2022       | Hobro           | 1D              | 1          | 0          | CD              | 0               | 0               | -                  | -                  | -                  | -           | -           | -           | 1      | 0      |
| 2022-2023       | Hobro           | 1D              | 29         | 1          | CD              | 3               | 1               | -                  | -                  | -                  | -           | -           | -           | 32     | 2      |
| 2023-2024       | Hobro           | 1D              | 30         | 4          | CD              | 1               | 0               | -                  | -                  | -                  | -           | -           | -           | 31     | 4      |
| Totale Høbro    | Totale Høbro    | Totale Høbro    | 61         | 5          |                 | 4               | 1               |                    | -                  | -                  |             | -           | -           | 65     | 6      |
| 2024-2025       | Silkeborg       | SL              | 25         | 1          | CD              | 6               | 0               | UEL+UECL           | 0+2                | 0                  | -           | -           | -           | 33     | 1      |
| Totale carriera | Totale carriera | Totale carriera | 86         | 6          |                 | 10              | 1               |                    | 2                  | 0                  |             | -           | -           | 98     | 7      |